# Cerro Wila Kkollu (berg i Oruro, lat -18,38, long -68,97)
Cerro Wila Kkollu är ett berg i Bolivia.   Det ligger i departementet Oruro, i den västra delen av landet, 400 km väster om huvudstaden Sucre. Toppen på Cerro Wila Kkollu är 4 516 meter över havet.
Terrängen runt Cerro Wila Kkollu är huvudsakligen kuperad, men västerut är den bergig. Terrängen runt Cerro Wila Kkollu sluttar brant österut. Trakten runt Cerro Wila Kkollu är nära nog obefolkad, med mindre än två invånare per kvadratkilometer.. 
Omgivningarna runt Cerro Wila Kkollu är i huvudsak ett öppet busklandskap.